# Giovanni Matta
Giovanni Matta, auch unter dem Namen Johannes de Matta bekannt, (aktiv in Polizzi Generosa in der ersten Hälfte des 16. Jahrhunderts) war ein Maler und Holzbildhauer der Renaissance auf Sizilien.

## Leben

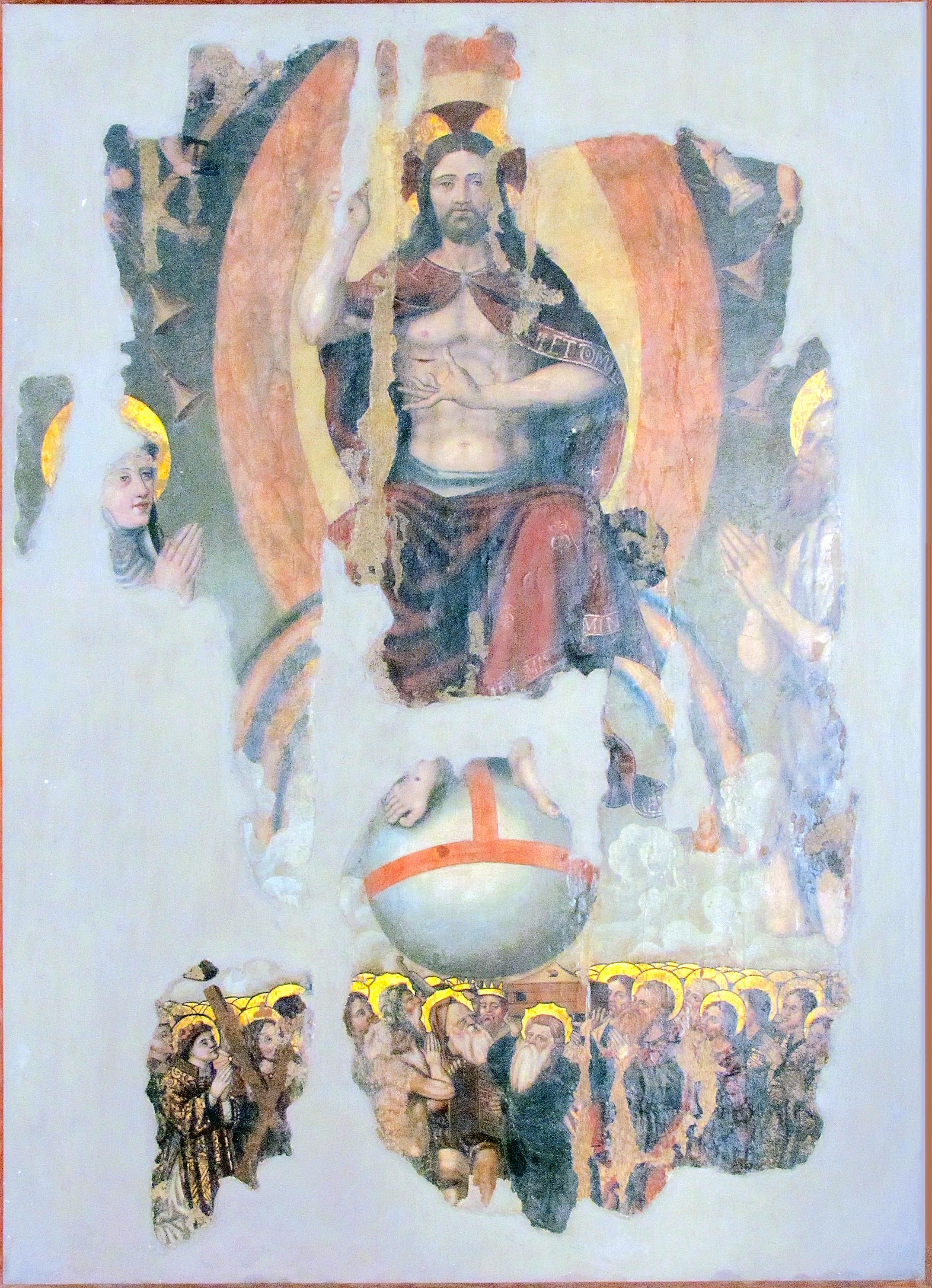
Christus am Jüngsten Tag (1530–1539), Museo Mandralisca, Cefalù

Der aus Spanien stammende Maler von Tafelbildern arbeitete vorwiegend für Kirchen in Polizzi. Über seine Ausbildung und seinen künstlerischen Lebensweg ist nichts bekannt. Gioacchino Di Marzo schreibt über ihn: “Johannes de Matta, pictor hispanus et habitator civitatis Polidi” (deutsch: „Johannes von Matta, ein spanischer Maler und Einwohner der Stadt Polidi“), der im Jahr 1536 für öffentliche Arbeiten in der Schmiede des Meisters Stefano Latorre sein Interesse am Kauf von Blattgold Farben bekundete. Und diesem habe er in Nicosia in der Chiesa di Sant’Eligio ein wertvolles Tafelwerk mit der Inschrift: MATA PINSIT 1536 gesehen habe. Es seien ihm weitere Gemälde außerhalb seines Wirkungsortes Polizzi bekannt, so eine Leinwand mit der Jungfrau mit Szenen aus der Karmelitengeschichte die mit MATTA. ME. PIXIT signiert ist.
Seine Malerei erinnert an den Stil des spanischen Malers Pedro Machuca, wobei manche seiner Figuren noch stark der spätgotischen Malerei verhaftet sind.

## Werke
Werke in Kirchen von Polizzi Generosa
- Chiesa Madre Santa Maria Maggiore: Triptychon „Heimsuchung Mariens“ (1519)
- Chiesa del Collegio di Maria: „Szenen aus dem Leben des Heiligen Gandolfo“
- Chiesa di Sant’Orsola: Holzstatue der „Heiligen Ursula“
- Chiesa di S. Maria Lo Piano: „Kreuzabnahme“
- Chiesa del Carmine: „Madonna del Carmine“ (1541)
- Chiesa di San Girolamo: „Beweinung Christi mit den Heiligen Sebastian und Katharina von Alexandria“ (um 1545)

Werke in Kirchen anderer Orte
- Chiesa Madre Ss. Giovanni e Paolo in Pollina: „Die heiligen Johannes und Paulus“